# بحنين
بحنين أو بحانين  بتشديد اللام هي إحدى القرى اللبنانية من قرى جبل عامل (قضاء جزين) في محافظة الجنوب.
وهي غير (بحنين) القرية الواقعة في قضاء المنية في شمال لبنان والقريتان تشتركان بنفس الاسم